# Majutsaari (ö, lat 61,45, long 25,57)
Majutsaari är en ö i Finland. Den ligger i sjön Päijänne och i kommunen Sysmä i den ekonomiska regionen  Lahtis ekonomiska region  och landskapet Päijänne-Tavastland, i den södra delen av landet, 150 km norr om huvudstaden Helsingfors. Öns area är 4,6 hektar och dess största längd är 350 meter i öst-västlig riktning.